# 1954 Kukarkin
1954 Kukarkin è un asteroide della fascia principale. Scoperto nel 1952, presenta un'orbita caratterizzata da un semiasse maggiore pari a 2,9360008 UA e da un'eccentricità di 0,3127576, inclinata di 14,79427° rispetto all'eclittica.
L'asteroide è dedicato all'astronomo russo Boris Vasil'evič Kukarkin.